# Фердинанд Вилхелм (Вюртемберг-Нойенщат)
Фердинанд Вилхелм фон Вюртемберг-Нойенщат (на немски: Ferdinand Wilhelm von Württemberg-Neuenstadt; * 12 септември 1659 в Нойенщат ам Кохер; † 7 юни 1701 в Слойс, Фландрия) е херцог на Вюртемберг от страничната линия Вюртемберг-Нойенщат. Той е известен като военачалник през войните през 17 век.
Той е шестото дете на херцог Фридрих (1615 – 1682) и съпругата му принцеса Клара Августа фон Брауншвайг-Волфенбютел (1632 – 1700), дъщеря на херцог Август II Млади фон Брауншвайг.
Брат е на Фридрих Август (1654 – 1716), Антон Улрих (1661 – 1680), и Антон Улрих (1661 – 1680) и Карл Рудолф (1667 – 1742).
Фердинанд Вилхелм започва военна кариера и участва в Френско-Нидерландската война. След това е на датска служба в Сконската война и през 1682 г. става генерал-лейтенант. През 1683 г. е на служба при херцог Карл V от Лотарингия и участва в битката при Виена против турците. През 1685 г. той е тежко ранен. През 1688 г. той отново е на служба на Дания. през 1693 г. той се отличава и става генерал на холандската инфантерия и командир на кралската телохранителна гвардия. Фердинанд Вилхелм е номиниран през 1697 г. за губернатор на Слойс и цяла холандска Фландрия.
През 1698 г. той е на служба при крал Август II от Полша като генерал-фелдмаршал и главнокомандващ на полско-саксонската войска в Украйна против турците. 1700 г. той се оттегля и умира от раните си на 7 юни 1701 г. в Слойс. Той не е женен и няма деца. Погребан е в гробницата на фамилията Вюртемберг-Нойенщат в църквата Св. Николаус в Нойенщат.